# Никанор (Неслуховский)
Архиепископ Никанор (пол. Arcybiskup Nikanor, в миру Николай Неслуховский, пол. Mikołaj Niesłuchowski; 8 марта 1909, Рованичи, Игуменский уезд, Минская губерния — 19 февраля 1985, Белосток) — епископ Польской православной церкви, архиепископ Белостокский и Гданский.

## Биография

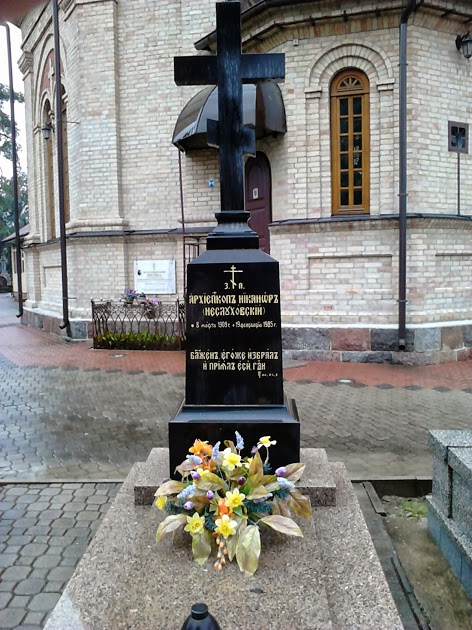

Родился 8 марта 1909 в белорусском селе Рованичи в семье псаломщика. Начальную школу окончил в Островках (ныне Несвижский район), куда прибыл вместе с родителями в 1912 году.
В 1930 году окончил Виленскую духовную семинарию. В 1934 году окончил православный Богословский факультет Варшавского университета.
Овдовел в 1944 году, когда его жена Ольга погибла во время советско-германских боёв у деревни Ячно на Белосточчине. Сам священник был тогда ранен.
9 декабря 1952 года митрополит Варшавский Макарий (Оксиюк) представил собору епископов Польской Православной Церкви три кандидатуры для епископской хиротонии для замещения вдовствующей Вроцлавской и Щецинской кафедры: священника Николая Неслуховского, священника Яна Левяжа и архимандрита Стефана (Рудыка). Собор епископов выбрал последнего.
В мае 1953 года в составе делегации Польской православной церкви присутствовал на Третьем церковно-народном соборе в Софии.
9 мае 1958 года в составе делегации Польской православной церкви побывал в Москве.
В 1964 году, будучи протоиереем, определён к епископскому служению. После этого принял монашество с именем Никанор.
21 февраля 1965 года хиротонисан в епископа Люблинского, викария Варшавской епархии.
Решением Архиерейского Собора 5 мая 1966 года определён епископом Белостокским и Гданьским. Настолован 8 мая того же года.
В 1978 году возведён в достоинство архиепископа, а спустя два года получил право ношения бриллиантового креста на клобуке.
18 июля 1981 года ушёл на покой по состоянию здоровья.
Скончался 19 февраля 1985 года в Белостоке и был похоронен на кладбище церкви Всех Святых.